# Pierre Bressant
Pour les articles homonymes, voir Bressant.
Pierre Bressant, né le 8 novembre 1959 à Fontainebleau, est un ancien joueur de basket-ball professionnel français, d'origine américaine, naturalisé français en 1981. Il mesure 1,80 m et évolue alors au poste de meneur. Il devient ensuite entraîneur.

## Biographie
Bressant est considéré comme l'un des meilleurs passeurs français de l'histoire. Il détient d'ailleurs le record du nombre de passes décisives sur un match en championnat de France (28) sept des huit meilleures performances dans la catégorie dans le championnat de France. Il entame ensuite une carrière d'entraîneur.
Il réintègre le banc lors de la saison LFB 2016-2017 en assistant Gurvan Morvan depuis le 28 février, puis de nouveau comme entraîneur principal à compter du 28 avril pour les deux dernières rencontres des barrages de relégation

## Clubs
- 1977 - 1981 :  Arizona State (NCAA)
- 1981 - 1982 :  Mulhouse (Pro A)
- 1982 - 1987 :  Antibes (Pro A)
- 1987 - 1989 :  Racing CF (Pro A)
- 1989 - 1991 :  Monaco (Pro A)
- 1991 - 1993 :  Jet Lyon (Pro A)

## Entraîneur
- 1994-2003 : entraîneur assistant Bron Basket Club
- 2003-2008 : entraîneur assistant ASVEL
- 2008-2012  : entraîneur Union Lyon Basket Féminin
- 2013           : sélection nationale algérienne féminine
- 2017-2017  : assistant puis entraîneur Union Lyon Basket Féminin
- 2022 : Entraîneur à la Tony Parker Adéquat Academy

## Palmarès
- 3 fois All-Star en Pro A (1987), (1988), (1989)
- 2 fois meilleur passeur du championnat de France (1988), (1989)

## Équipe nationale
- Ancien international français (19 sélections)
  - A participé au championnat d'Europe en 1987